# KRTAP26-1
KRTAP26-1 (англ. Keratin associated protein 26-1) – білок, який кодується однойменним геном, розташованим у людей на довгому плечі 21-ї хромосоми. Довжина поліпептидного ланцюга білка становить 210 амінокислот, а молекулярна маса — 22 554.
| 10         |  | 20         |  | 30         |  | 40         |  | 50         |
| ---------- |  | ---------- |  | ---------- |  | ---------- |  | ---------- |
| MSCPNYCSGN |  | SNSGSLRTSR |  | HIPLTSIDLC |  | PTSVSCGDVL |  | YLPTSSQDHT |
| WVTDNCQETC |  | GEPTSCQPVH |  | CETGNLETSC |  | GSSTAYYVPR |  | PCQGSSFLPA |
| SFFSSSCLPV |  | SCRPQRYVSS |  | GCRPLRPLLN |  | SYQPIGDCVP |  | NAYRPQFCLS |
| KSCQPQNLLT |  | SGCQPSSCLA |  | YRPQSLHVVS |  | SSLRPLGPLF |  | SGCQPLTHVF |
| STCRPSCSGL |  |            |  |            |  |            |  |            |

A: Аланін

C: Цистеїн

D: Аспарагінова кислота

E: Глутамінова кислота

F: Фенілаланін

G: Гліцин

H: Гістидин

I: Ізолейцин

K: Лізин

L: Лейцин

M: Метіонін

N: Аспарагін

P: Пролін

Q: Глутамін

R: Аргінін

S: Серин

T: Треонін

V: Валін

W: Триптофан